# Riklin & Schaub

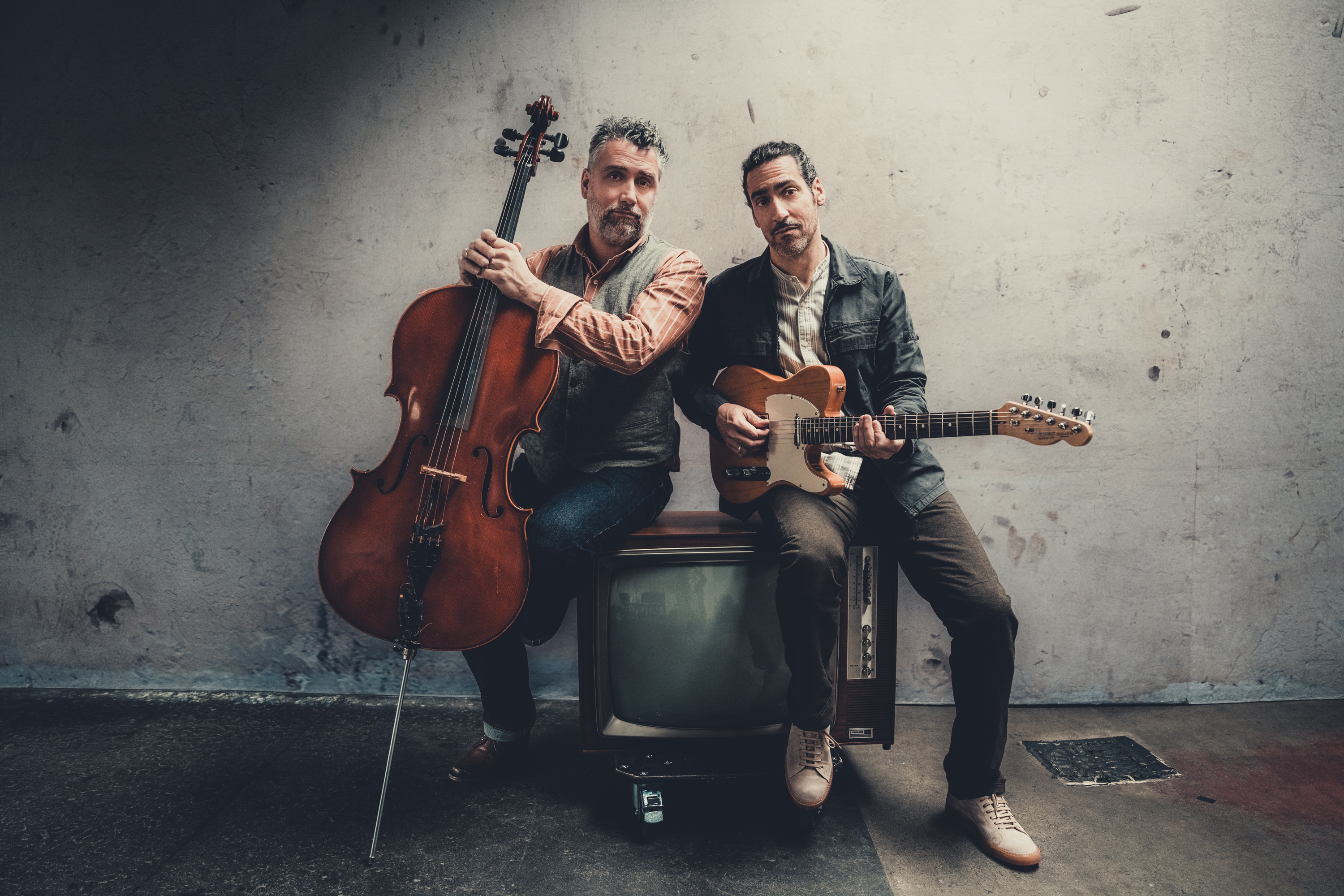
Roman Riklin & Daniel Schaub alias Riklin & Schaub

Riklin & Schaub ist ein 2020 gegründetes Schweizer Musik-Comedy-Duo, bestehend aus den beiden Mundart-Singer-Songwritern Roman Riklin und Daniel Schaub.

## Geschichte
Roman Riklin und Daniel Schaub sind ehemalige Mitglieder des Trios Heinz de Specht (2004–2019). Als Riklin & Schaub feierten sie im Theater am Hechtplatz in Zürich 2020 Première mit ihrem ersten Liederprogramm «Was wäre wenn – Ein Liederabend im Konjunktiv». Auf der folgenden Tour spielten sie bis im Herbst 2023 über 150 Vorstellungen.
Riklin & Schaub bestritten 2020 mit einer Spezial-Version ihres Songs «Gueti Idee» zusammen mit Bliss (schweizerische Band) und Frölein Da Capo das Opening der SRF-TV-Show Swiss Comedy Award. Bei der SRF-Produktion «Best of Arosa Humor-Festival» 2020 waren Riklin & Schaub mit dem Song «Jööh» vertreten. Im März 2021 stand das Duo in der Kategorie Comedy im Finale des Kulturföderprojekts Open Stage von Swisscom Blue.
Beim «Best of Arosa Humor-Festival» 2021 landeten die beiden musikalischen Geschichtenerzähler mit dem Song «Emoji» einen viralen Hit. Im Herbst 2022 präsentierten die beiden Songwriter in der SRF Comedy Show den Song «Kuckuck». 2023 strahlte SRF im Format Comedy-Showcase einen Highlight-Mitschnitt von «Was wäre wenn» aus.
Im November 2023 starteten Riklin & Schaub im Casinotheater Winterthur mit ihrer zweiten Show «Lieder, die du sehen musst». Die darauffolgende Tour bis Juni 2024 umfasst rund 90 Auftritte in der gesamten Deutschschweiz.

## Stil
Die Mundart-Comedy-Songs von Riklin & Schaub sind witzig, berührend und tiefgründig. Die Multi-Instrumentalisten begleiten sich unter anderem mit E-Gitarre, Cello, Wurlitzer Electric Piano, Mandoline und Synthie-Bass. Gleichzeitig bedienen sie dazu gemeinsam mit den Füssen ein Schlagzeug. So erzeugen sie – obwohl nur zu zweit – einen vielfältigen Bandsound.
Immer wieder erweitert das Duo seine musikalischen Geschichten mit Video-Einspielungen zu multimedialen Songerlebnissen und erforschen so eine neue Art des Songwritings. Die visuelle Ebene wird dabei als eigenständige Erzähldimension eingesetzt, indem Bilder oder Filme auf der Leinwand inhaltlich für den Song so elementar sind, dass darauf nicht verzichtet werden kann. Riklin & Schaub nennen dieses Song-Genre «Lieder, die du sehen musst».

## Sonstiges
Roman Riklin und Daniel Schaub sind auch die kreativen Köpfe hinter dem Secondhand Orchestra, wo die beiden zusammen mit Adrian Stern, Frölein Da Capo und François Mürner die hochgelobten Produktionen Sgt. Pepper – ein Mundartabend (2017), Freddie – Die Mundartshow (2021) und Love – Das Mundart-Abba-Tribute auf die Bühne brachten. 2022 gewannen sie damit den Swiss Comedy Award und waren 2023 nominiert als beste Musiktheaterproduktion für den Prix Walo.

## Bühnenproduktionen
- 2020–2023: Was wäre wenn – Ein Liederabend im Konjunktiv
- 2023: Lieder, die du sehen musst

## Veröffentlichungen
- 2020: Chamer mache, Single
- 2020: Riklin & Schaub, Was wäre wenn, Buch, 92 Seiten, ISBN 978-3-033-08024-9
- 2021: Hot Dog, Single & Clip
- 2021: Was wäre wenn – Live, Livealbum
- 2022: Plastik, Single & Clip
- 2023: Fake, Single & Clip
- 2023: Smartphone Zombies, Single, Clip & Bilderbuch

## Kollaborationen
- 2021: Musikkabarett & Beatles-Songs (mit STRADIS-Orchester)
- 2022: Chamer Mache – Comedy-Songs & Stand Up (mit Michael Elsener)
- 2023: BLÄCH, RIKLIN & SCHAUB – Konzertabende (mit Brassband Rickenbach)
- 2023: Generell 5 & Friends – (mit Generell5, Nicolas Senn, Lisa Stoll u. a.)

## Auszeichnungen, Nominationen
- 2022: Swiss Comedy Award, Bestes Ensemble, Nomination
- 2024: Swiss Comedy Award, Bestes Ensemble[13]